# Birnara
Birnara é um gênero de traça pertencente à família Arctiidae.